# Calamaria lautensis
Calamaria lautensis là một loài rắn trong họ Rắn nước. Loài này được De Rooij mô tả khoa học đầu tiên năm 1917.

## Hình ảnh

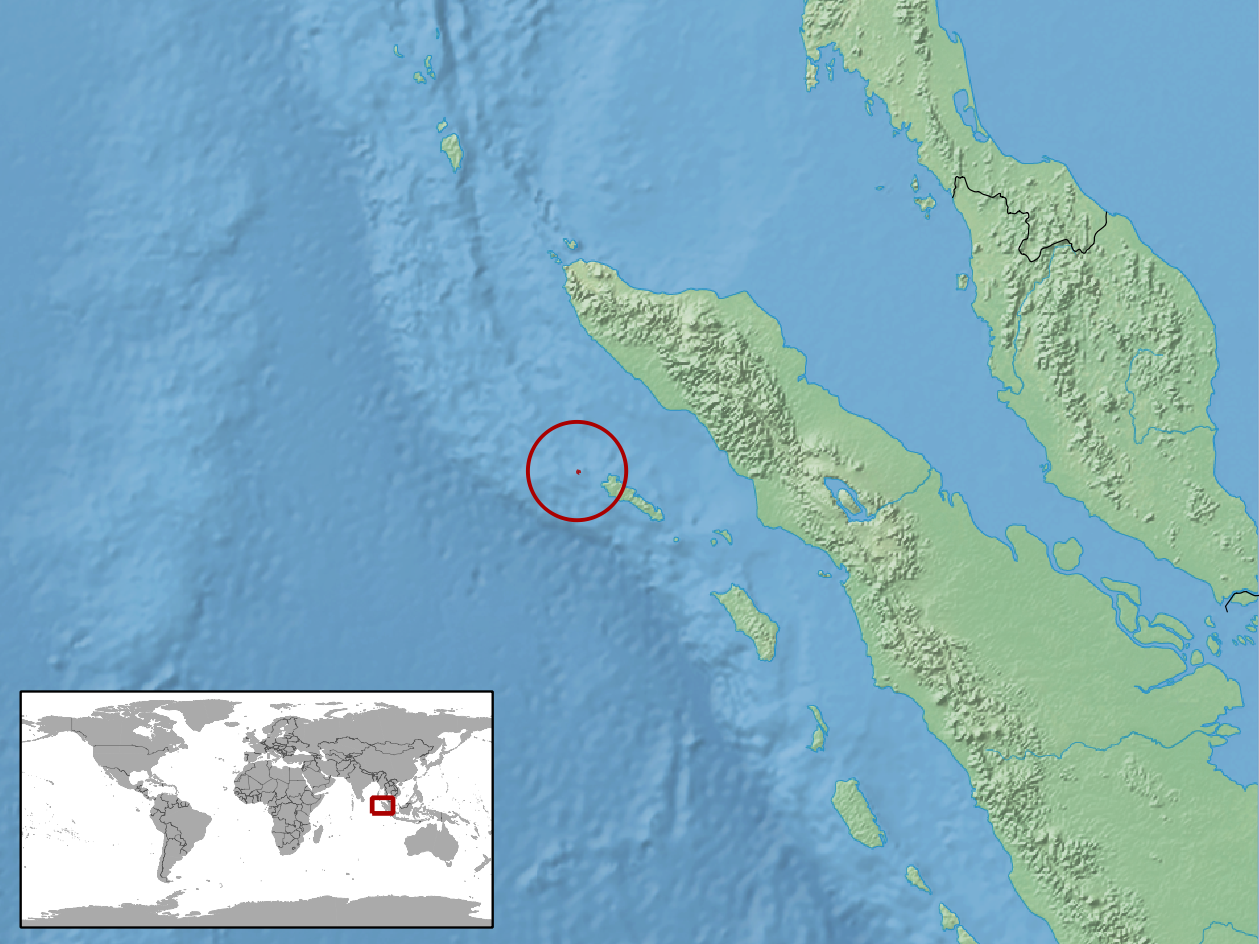